# Тазешехр
Тазеше́хр (перс. تازه‌شهر‎) — небольшой город на северо-западе Ирана, в провинции Западный Азербайджан. Входит в состав шахрестана Сельмас.

## География
Город находится в центральной части Западного Азербайджана, к северу от реки Золачай, на расстоянии приблизительно 72 километров к северо-северо-западу от Урмии, административного центра провинции и на расстоянии 635 км к северо-западу от Тегерана, столицы страны. Абсолютная высота — 1459 метров над уровнем моря. Ближайший аэропорт расположен в городе Хой.

## Население
По данным переписи 2006 года численность населения составляла 8216 человек.